# El legado (serie de televisión)
El legado fue una serie de televisión de acción, época y suspenso argentina emitida por Canal 9. La serie gira en torno a la historia de un legendario soldado italiano que ha dejado enterrado un tesoro por años en Argentina y en la actualidad un grupo de estudiantes junto a su profesor intentan averiguar donde lo habrá dejado escondido. Estuvo protagonizada por Pablo Rago, Fabián Vena, Boy Olmi, Luis Machín, Daniel Fanego, Leonora Balcarce y Alejandro Awada, siendo acompañados por Alejandro Fiore, Celina Font, Pasta Dioguardi, Nazareno Casero, Abel Ayala, Pablo Brichta, Susana Lanteri y contó con las actuaciones juveniles de Tom CL, Tomás Wicz y Bianca Cuscuna. La serie se estrenó el 20 de julio de 2014 y finalizó el 12 de octubre del mismo año.

## Sinopsis
La historia sucede en dos tiempos, por un lado cuenta las aventuras del soldado italiano Giuseppe Garibaldi (Pablo Rago) en Sudamérica durante la década del 1840 y por el otro muestra en simultáneo como un grupo de jóvenes estudiantes junto a su profesor en la actualidad emprenden una búsqueda por el tesoro que ha dejado este último escondido en esa época.

## Elenco

### Principal
- Pablo Rago como Giuseppe Garibaldi
- Fabián Vena como Edgardo Moreno
- Boy Olmi como Leopoldo Villagra
- Luis Machín como Coronel Cisneros
- Daniel Fanego como Juan José Villagra
- Leonora Balcarce como Anita Garibaldi
- Alejandro Awada como Comisario Carlos Batallani
- Alejandro Fiore como Gabriel Waters
- Celina Font como Emilia Martinelli
- Tom CL como Ezequiel Martinelli
- Pasta Dioguardi como José Martinelli
- Nazareno Casero como Ernesto "Níquel" Atalaya
- Abel Ayala como Marcos Batallani
- Pablo Brichta como Capitán Andrada
- Tomás Wicz como Martín Irigoyen
- Bianca Cuscuna como Marina Jacobi
- Susana Lanteri como Luisa Facelli

### Recurrente
- Nicolás Pauls como Anzani
- Edgardo Castro como Antonietti
- Soledad Comasco como Eugenia Molina
- Valeria de Luque como Raquel
- Franco Masini como Francisco
- Vito Schiavone como Fabricio Garibaldi

### Invitados
- Adrián Navarro como Wilson
- Gustavo Chantada como Montenegro
- Ricardo Urbini como Sosa
- Alberto Suárez como Manuel Oribe
- Paloma Sirvén como Deni
- Juan Carrasco como Director
- Naiara Awada como Lucrecia
- Hernán Herrera como Daniel Giménez
- Nahuel Cano como Segovia
- Néstor Gilberto como Pulpero
- Carlos Rivkin como Cristian
- Alan Faks como Brizuela
- Gustavo Cereghetti como "El Loco" Sánchez
- Jorge Booth como Padre Amadeo
- Florencia Rosemblit como Marta
- Raúl Ingold como José María Villagra
- Mateo Tangel como Leopoldo Villagra (Niño)
- Alejandro Álvarez como Prófugo
- Miguel Paludi como Nicolás Arnedo
- Javier Villanueva como Cura
- Alejandro Alonso como Santiago Criscuolo
- Natalia Señorales como Agustina
- Hugo Álvarez como General
- Ignacio Sandoval como Eugenio Posadas

## Episodios
| N.º | Título                  | Dirigido por   | Escrito por                                        | Fecha de emisión original | Audiencia (millones) |
| --- | ----------------------- | -------------- | -------------------------------------------------- | ------------------------- | -------------------- |
| 1   | «El Sable de Garibaldi» | Mariano Hueter | Mariano Hueter, Nicolás Gorla y Ezequiel Goldstein | 20 de julio de 2014       | —                    |
| 2   | «Solar 55»              | Mariano Hueter | Mariano Hueter, Nicolás Gorla y Ezequiel Goldstein | 27 de julio de 2014       | 1,1                  |
| 3   | «Azotea de Lapalma»     | Mariano Hueter | Mariano Hueter, Nicolás Gorla y Ezequiel Goldstein | 3 de agosto de 2014       | 1,3                  |
| 4   | «La Separación»         | Mariano Hueter | Mariano Hueter, Nicolás Gorla y Ezequiel Goldstein | 10 de agosto de 2014      | 0,9                  |
| 5   | «Alianzas»              | Mariano Hueter | Mariano Hueter, Nicolás Gorla y Ezequiel Goldstein | 17 de agosto de 2014      | 1,6                  |
| 6   | «La Logia»              | Mariano Hueter | Mariano Hueter, Nicolás Gorla y Ezequiel Goldstein | 24 de agosto de 2014      | 1,2                  |
| 7   | «La Fuga»               | Mariano Hueter | Mariano Hueter, Nicolás Gorla y Ezequiel Goldstein | 31 de agosto de 2014      | 1,1                  |
| 8   | «Buenos Aires»          | Mariano Hueter | Mariano Hueter, Nicolás Gorla y Ezequiel Goldstein | 7 de septiembre de 2014   | 1,0                  |
| 9   | «Congreso»              | Mariano Hueter | Mariano Hueter, Nicolás Gorla y Ezequiel Goldstein | 14 de septiembre de 2014  | 1,1                  |
| 10  | «Una Llave»             | Mariano Hueter | Mariano Hueter, Nicolás Gorla y Ezequiel Goldstein | 21 de septiembre de 2014  | 1,0                  |
| 11  | «La Gándida»            | Mariano Hueter | Mariano Hueter, Nicolás Gorla y Ezequiel Goldstein | 28 de septiembre de 2014  | —                    |
| 12  | «Ataque al Fuerte»      | Mariano Hueter | Mariano Hueter, Nicolás Gorla y Ezequiel Goldstein | 5 de octubre de 2014      | 0,4                  |
| 13  | «La Epifanía»           | Mariano Hueter | Mariano Hueter, Nicolás Gorla y Ezequiel Goldstein | 12 de octubre de 2014     | 1,5                  |

## Desarrollo

### Producción
En 2013, El legado recibió luz verde para su producción cuando se convirtió en el proyecto audiovisual ganador del concurso Series de Ficción en Alta Definición de Fomento TDA, que fue organizado por el Ministerio de Planificación Federal, Inversión Pública y Servicios.

### Rodaje
Las grabaciones comenzaron a mitad del año 2013 y concluyeron el 9 de enero del 2014. La serie fue filmada en Gualeguaychú, provincia Entre Ríos, y también tuvo lugar en las ciudades de La Plata y Ezeiza en la provincia de Buenos Aires.

## Premios y nominaciones
| Lista de premios y nominaciones | Lista de premios y nominaciones         | Lista de premios y nominaciones | Lista de premios y nominaciones | Lista de premios y nominaciones | Lista de premios y nominaciones | Lista de premios y nominaciones |
| Año                             | Organización                            | Categoría                       | Nominado/a (s)                  | Resultado                       | Ref(s)                          |                                 |
| ------------------------------- | --------------------------------------- | ------------------------------- | ------------------------------- | ------------------------------- | ------------------------------- | ------------------------------- |
| 2015                            | Premios Nuevas Miradas en la Televisión | Mejor Ficción                   | El legado                       | Nominado                        | [ 18 ] [ 19 ]                   |                                 |
| 2015                            | Premios Nuevas Miradas en la Televisión | Mejor Equipo de Producción      | El legado                       | Ganador                         | [ 18 ] [ 19 ]                   |                                 |
| 2015                            | Premios Nuevas Miradas en la Televisión | Mejor Diseño de Arte            | El legado                       | Ganador                         | [ 18 ] [ 19 ]                   |                                 |

## Emisión internacional
| País / Región  | Canal                         | Estreno                 | Título     |
| -------------- | ----------------------------- | ----------------------- | ---------- |
| Argentina      | Canal 9                       | 20 de julio de 2014     | El legado  |
| Argentina      | Contenidos Digitales Abiertos | 21 de julio de 2014     | El legado  |
| Argentina      | CN23                          | Marzo de 2015           | El legado  |
| Argentina      | Odeón                         | 29 de noviembre de 2015 | El legado  |
| Estados Unidos | Tubi                          | 6 de julio de 2020      | The Legacy |
| Unasur         | Amazon Prime Video            | 20 de octubre de 2020   | El legado  |
| Uruguay        | TV Ciudad                     | 4 de julio de 2016      | El legado  |